# Jerzy Groyecki

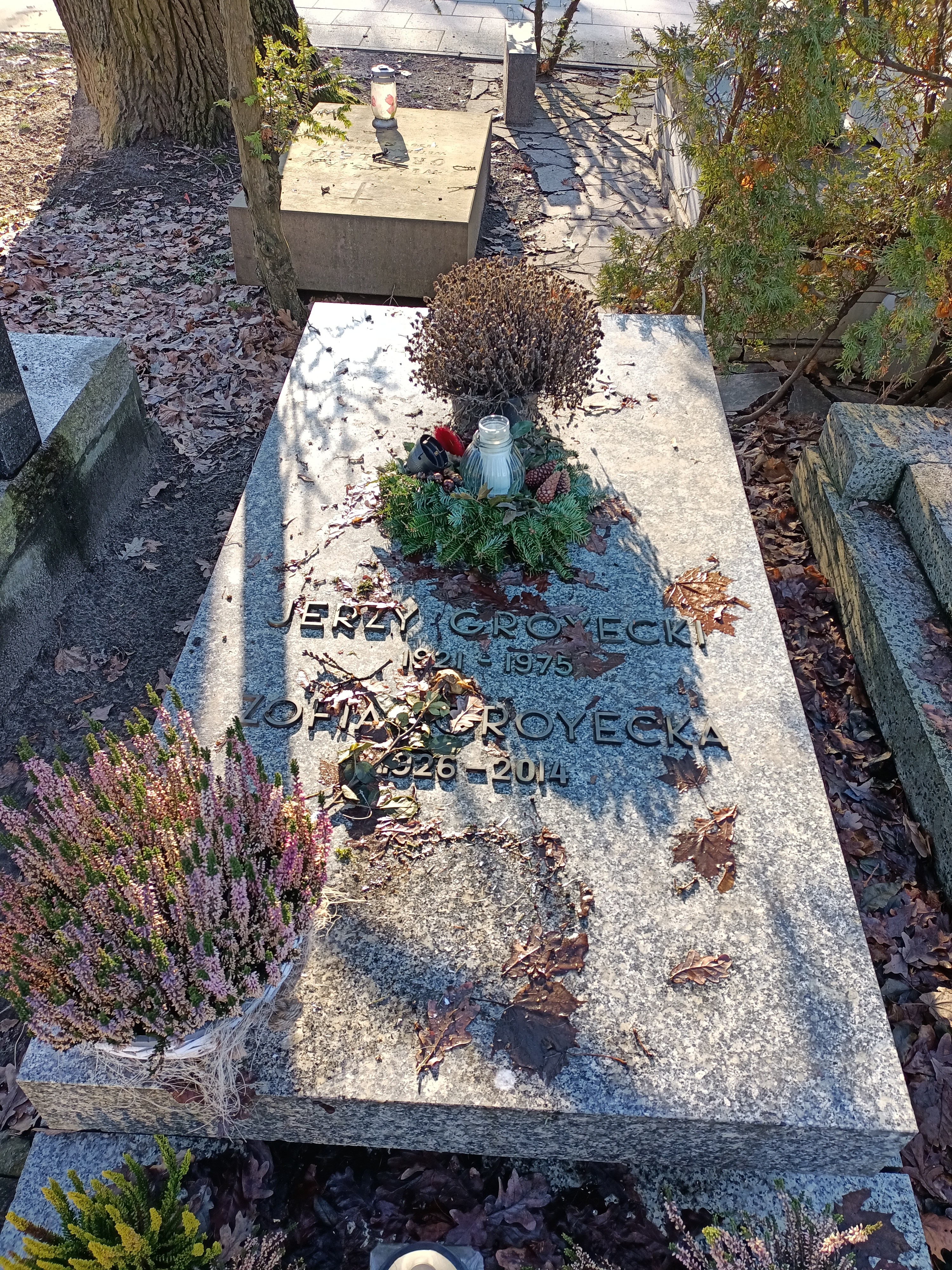
Grób Jerzego Groyeckiego na Cmentarzu Wojskowym na Powązkach

Jerzy Groyecki (ur. 1 czerwca 1921 w Warszawie, zm. 7 marca 1975) – polski trener koszykówki, zdobywca tytułu mistrza Polski z Wisłą Kraków (1954), trener reprezentacji Polski w koszykówce kobiet.

## Życiorys
W latach 1947–1950 był grającym trenerem występującego w I lidze AZS Kraków. W tej roli uczestniczył m.in. w pierwszym historycznym sezonie ligowym 1947/1948. W latach 1950–1956 prowadził równocześnie męską i żeńską drużynę Wisły Kraków. Z mężczyznami wygrał w 1951 zawody I Centralnej Ogólnopolskiej Spartakiady w Warszawie, w 1952 Puchar Polski, a w 1954 sięgnął po pierwsze w historii klubu mistrzostwo Polski. Ponadto zdobył też dwa tytuły wicemistrzowskie (1952, 1956) i brązowy medal w 1957. Z drużyną kobiecą wywalczył wicemistrzostwo Polski w 1952, a także brązowe medale mistrzostw Polski w 1953 i 1954.
W 1957 został pracownikiem Federacji Klubów Sportowych "Gwardia" w Warszawie. W 1958 poprowadził żeńską reprezentację Polski na mistrzostwach Europy, zajmując z nią 5 miejsce. W sezonie 1959/1960 był trenerem męskiej drużyny Polonii Warszawa i wywalczył z nią wicemistrzostwo Polski. W kolejnych latach był działaczem sportowym, m.in. sekretarzem generalnym federacji Gwardyjskiego Pionu Sportowego MSW i WKS Gwardia Warszawa (1972-1975).
Był odznaczony Krzyżem Kawalerskim Orderu Odrodzenia Polski. Zginął tragicznie w wypadku samochodowym pod Kielcami.